# Parco nazionale di Prespa
Il Parco nazionale di Prespa (in albanese: Parku Kombëtar Prespa)  è un parco nazionale dell'Albania situato nella parte orientale del paese al confine con la Grecia e la Macedonia del Nord.	
Il parco comprende la parte albanese dei due laghi Prespa, il lago di Prespa (Liqeni i Prespes) propriamente detto e il lago piccolo di Prespa (Prespa e Vogël).

## Fauna
Il parco è particolarmente rilevante da un punto di vista faunistico, è un'importante area di sosta per diverse specie di uccelli, vi si trova la popolazione nidificante più grande al mondo di pellicano riccio e la popolazione nidificante più grande in Europa di marangone minore, oltre a numerose altre specie rare, tra cui l'oca lombardella minore.
Vi si trovano anche lontre europee, diverse specie di pipistrelli e i pellicani comuni.